# エリザベス・ゴンザレス
エリザベス・ゴンザレス（スペイン語: Elizabeth González、1987年4月21日 - ）は、メキシコの国際柔道連盟（IJF）の審判員。ゴンザレスは2022年からIJFワールド柔道ツアーのイベントで審判を務めている。ゴンザレスは2024年パリオリンピックの柔道の審判員に選出された。

## 審判実績
ゴンザレスはこれまで次の試合の審判を務めている。
- グランプリ・ドゥシャンベ（2023年6月4日）
- 世界選手権・ドーハ（2023年5月13日）
- グランドスラム・パリ（2023年2月5日）
- グランプリ・ポルトガル（2023年1月29日）
- IJFワールドマスターズ・エルサレム（2022年12月22日）
- グランドスラム・アブダビ（2022年10月23日）
- 世界ジュニア選手権・グアヤキル（2022年8月13日）
- グランプリ・ザグレブ（2022年7月17日）
- グランドスラム・ウランバートル（2022年6月26日）
- グランドスラム・トビリシ（2022年6月5日）
- グランプリ・ポルトガル（2022年1月30日）
- グランドスラム・アブダビ（2021年11月28日）
- グランドスラム・バクー（2021年11月6日）